# Camponotus
Camponotus – rodzaj owadów należących do rodziny mrówkowatych, sklasyfikowany przez Latreille'a w roku 1802.

## Gatunki

### A-B
- Camponotus abditus Forel, 1899
- Camponotus abjectus Santschi, 1937
- Camponotus abrahami Forel, 1913
- Camponotus abscisus Roger, 1863
- Camponotus abunanus Mann, 1916
- Camponotus acutirostris Wheeler, 1910
- Camponotus acvapimensis Mayr, 1862
- Camponotus adami Forel, 1910
- Camponotus adenensis Emery, 1893
- Camponotus aegyptiacus Emery, 1915
- Camponotus aeneopilosus Mayr, 1862
- Camponotus aequatorialis Roger, 1863
- Camponotus aequitas Santschi, 1920
- Camponotus aethiops (Latreille, 1798)
- Camponotus afflatus Viehmeyer, 1925
- Camponotus ager (Smith, 1858)
- Camponotus agonius Santschi, 1915
- Camponotus aguilerai Kusnezov, 1952
- Camponotus alacer Forel, 1912
- Camponotus albicoxis Forel, 1899
- Camponotus albipes Emery, 1893
- Camponotus albistramineus Wheeler, 1936
- Camponotus alboannulatus Mayr, 1887
- Camponotus albocinctus (Ashmead, 1905)
- Camponotus albosparsus Bingham, 1903
- Camponotus alii Forel, 1890
- Camponotus altivagans Wheeler, 1936
- Camponotus amamianus Terayama, 1991
- Camponotus americanus (Buckley, 1866)
- Camponotus americanus Mayr, 1862
- Camponotus amoris Forel, 1904
- Camponotus amphidus Santschi, 1926
- Camponotus andrei Forel, 1885
- Camponotus andrewsi Donisthorpe, 1936
- Camponotus anguliceps Stitz, 1938
- Camponotus angusticeps Emery, 1886
- Camponotus angusticollis (Jerdon, 1851)
- Camponotus anningensis Wu et Wang, 1989
- Camponotus annulatus Karavaiev, 1929
- Camponotus anthrax Wheeler, 1911
- Camponotus apostolus Forel, 1901
- Camponotus arabicus Collingwood, 1985
- Camponotus arboreus (Smith, 1858)
- Camponotus arcuatus Mayr, 1876
- Camponotus argus Santschi, 1935
- Camponotus arminius Forel, 1910
- Camponotus armstrongi McAreavey, 1949
- Camponotus arnoldinus Forel, 1914
- Camponotus arrogans (Smith, 1858)
- Camponotus aruensis Karavaiev, 1933
- Camponotus asli Dumpert, 1989
- Camponotus ater (Buckley, 1839)
- Camponotus atlantis Forel, 1890
- Camponotus atriceps (Smith, 1858)
- Camponotus atriscapus Santschi, 1926
- Camponotus atrox Emery, 1925
- Camponotus attila Staercke, 1935
- Camponotus augustei Wheeler et Mann, 1914
- Camponotus auratus Karavaiev, 1935
- Camponotus aurelianus Forel, 1912
- Camponotus aureopilus Viehmeyer, 1914
- Camponotus auricomus Roger, 1862
- Camponotus auriculatus Mayr, 1897
- Camponotus auriventris Emery, 1889
- Camponotus aurocinctus (Smith, 1858)
- Camponotus aurofasciatus Santschi, 1915
- Camponotus auropubens Forel, 1894
- Camponotus aurosus Roger, 1863
- Camponotus autrani Forel, 1886
- Camponotus avius Santschi, 1926
- Camponotus babau Bolton, 1995
- Camponotus bactrianus Pisarski, 1967
- Camponotus badius (Smith, 1857)
- Camponotus bakeri Wheeler, 1904
- Camponotus baldaccii Emery, 1908
- Camponotus balzani Emery, 1894
- Camponotus banghaasi Emery, 1903
- Camponotus barbaricus Emery, 1905
- Camponotus barbarossa Emery, 1920
- Camponotus barbatus Roger, 1863
- Camponotus barbiger Donisthorpe, 1941
- Camponotus barbosus Baroni Urbani, 1972
- Camponotus baronii Alayo et Zayas Montero, 1977
- Camponotus basuto Arnold, 1958
- Camponotus batesii Forel, 1895
- Camponotus bayeri Forel, 1913
- Camponotus baynei Arnold, 1922
- Camponotus beccarii Emery, 1887
- Camponotus bedoti Emery, 1893
- Camponotus beebei Wheeler, 1918
- Camponotus belligerus Santschi, 1920
- Camponotus bellus Forel, 1908
- Camponotus benguelensis Santschi, 1911
- Camponotus bermudezi Aguayo, 1932
- Camponotus berthoudi Forel, 1879
- Camponotus bertolonii Emery, 1895
- Camponotus bianconii Emery, 1895
- Camponotus bidens Mayr, 1870
- Camponotus bifossus Santschi, 1917
- Camponotus bigenus Santschi, 1919
- Camponotus binghamii Forel, 1894
- Camponotus biolleyi Forel, 1902
- Camponotus bispinosus Mayr, 1870
- Camponotus bituberculatus Andre, 1889
- Camponotus blandus (Smith, 1858)
- Camponotus bocki Forel, 1907
- Camponotus boghossiani Forel, 1911
- Camponotus bonariensis Mayr, 1868
- Camponotus borellii Emery, 1894
- Camponotus bottegoi Emery, 1895
- Camponotus brachycephalus Santschi, 1920
- Camponotus branneri (Mann, 1916)
- Camponotus brasiliensis Mayr, 1862
- Camponotus braunsi Mayr, 1895
- Camponotus brettesi Forel, 1899
- Camponotus brevicollis Stitz, 1916
- Camponotus brevis Forel, 1899
- Camponotus brevisetosus Forel, 1910
- Camponotus britteni Donisthorpe, 1931
- Camponotus brodiei Donisthorpe, 1920
- Camponotus brookei Forel, 1914
- Camponotus bruchi Forel, 1912
- Camponotus bruneiensis Viehmeyer, 1922
- Camponotus brunni Forel, 1901
- Camponotus brutus Forel, 1886
- Camponotus bryani Santschi, 1928
- Camponotus buchholzi Mayr, 1902
- Camponotus buddhae Forel, 1892
- Camponotus bugnioni Forel, 1899
- Camponotus burgeoni Santschi, 1926
- Camponotus burtoni Mann, 1916
- Camponotus butteli Forel, 1905
- Camponotus buttikeri Arnold, 1958

### C-D
- Camponotus cacicus Emery, 1903
- Camponotus caesar Forel, 1886
- Camponotus caffer Emery, 1895
- Camponotus callistus Emery, 1911
- Camponotus callmorphus Stitz, 1923
- Camponotus calvus Emery, 1920
- Camponotus cambouei Forel, 1891
- Camponotus camelinus (Smith, 1857)
- Camponotus camelus Emery, 1883
- Camponotus cameranoi Emery, 1894
- Camponotus cameratus Viehmeyer, 1925
- Camponotus cameroni Forel, 1892
- Camponotus candiotes Emery, 1894
- Camponotus canescens Mayr, 1870
- Camponotus capito Mayr, 1876
- Camponotus capperi Forel, 1899
- Camponotus caracalla Forel, 1912
- Camponotus carbo Emery, 1877
- Camponotus carbonarius (Latreille, 1802)
- Camponotus carin Emery, 1889
- Camponotus caryae (Fitch, 1855)
- Camponotus casicus Santschi, 1920
- Camponotus castaneus (Latreille, 1802)
- Camponotus castanicola Donisthorpe, 1943
- Camponotus catalanus Emery, 1924
- Camponotus cecconii Emery, 1908
- Camponotus cerberulus Emery, 1920
- Camponotus ceriseipes Clark, 1938
- Camponotus cervicalis Roger, 1863
- Camponotus ceylonicus Emery, 1925
- Camponotus chalceoides Clark, 1938
- Camponotus chalceus Crawley, 1915
- Camponotus championi Forel, 1899
- Camponotus chapini Wheeler, 1922
- Camponotus chazaliei Forel, 1899
- Camponotus cheesmanae Donisthorpe, 1932
- Camponotus chilensis (Spinola, 1851)
- Camponotus chloroticus Emery, 1897
- Camponotus chongqingensis Wu et Wang, 1989
- Camponotus christi Forel, 1886
- Camponotus christophei Wheeler et Mann, 1914
- Camponotus christopherseni Forel, 1912
- Camponotus chromaiodes Bolton, 1995
- Camponotus chrysurus Gerstaecker, 1871
- Camponotus cilicicus Emery, 1908
- Camponotus cillae Forel, 1912
- Camponotus cinctellus (Gerstaecker, 1859)
- Camponotus cinerascens (Fabricius, 1787)
- Camponotus cinereus Mayr, 1876
- Camponotus cingulatus Mayr, 1862
- Camponotus circularis Mayr, 1870
- Camponotus circumspectus (Smith, 1861)
- Camponotus claripes Mayr, 1876
- Camponotus clarithorax Creighton, 1950
- Camponotus claviscapus Forel, 1899
- Camponotus cleobulus Santschi, 1919
- Camponotus clerodendri Emery, 1887
- Camponotus clypeatus Mayr, 1866
- Camponotus cocosensis Wheeler, 1919
- Camponotus cognatocompressus Forel, 1904
- Camponotus compactus Foerster, 1891
- Camponotus compositor Santschi, 1922
- Camponotus compressiscapus Andre, 1889
- Camponotus compressus (Fabricius, 1787)
- Camponotus concolor Forel, 1891
- Camponotus confluens Forel, 1913
- Camponotus confucii Forel, 1894
- Camponotus congolensis Emery, 1899
- Camponotus coniceps Santschi, 1926
- Camponotus conicus (Mayr, 1876)
- Camponotus conithorax Emery, 1914
- Camponotus conradti Forel, 1914
- Camponotus consanguineus (Smith, 1861)
- Camponotus consectator (Smith, 1858)
- Camponotus consobrinus (Erichson, 1842)
- Camponotus conspicuus (Smith, 1858)
- Camponotus constructor Forel, 1899
- Camponotus contractus Mayr, 1872
- Camponotus conulus Mayr, 1870
- Camponotus coptobregma Kempf, 1968
- Camponotus corallinus (Roger, 1863)
- Camponotus cordiceps Santschi, 1939
- Camponotus cordincola Wheeler, 1934
- Camponotus coriolanus Forel, 1912
- Camponotus corniculatus Wheeler, 1934
- Camponotus cornis Wang et Wu, 1994
- Camponotus coruscus (Smith, 1862)
- Camponotus cosmicus (Smith, 1858)
- Camponotus cotesii Forel, 1893
- Camponotus cowlei Froggatt, 1896
- Camponotus coxalis (Smith, 1859)
- Camponotus crassicornis Emery, 1920
- Camponotus crassisquamis Forel, 1902
- Camponotus crassus Mayr, 1862
- Camponotus crawleyi Emery, 1920
- Camponotus crenatus Mayr, 1876
- Camponotus crepusculi Arnold, 1922
- Camponotus cressoni Andre, 1887
- Camponotus criniticeps Menozzi, 1939
- Camponotus cristatus Mayr, 1866
- Camponotus crucheti Santschi, 1911
- Camponotus cruentatus (Latreille, 1802)
- Camponotus cuauhtemoc Snelling, 1988
- Camponotus cubangensis Forel, 1901
- Camponotus culmicola Wheeler, 1905
- Camponotus cuneidorsus Emery, 1920
- Camponotus cuneiscapus Forel, 1910
- Camponotus curviscapus Emery, 1896
- Camponotus custodulus Emery, 1911
- Camponotus cylindricus (Fabricius, 1798)
- Camponotus cyrtomyrmodes Donisthorpe, 1941
- Camponotus dalmasi Forel, 1899
- Camponotus dalmaticus (Nylander, 1849)
- Camponotus darwinii Forel, 1886
- Camponotus debellator Santschi, 1926
- Camponotus decipiens Emery, 1893
- Camponotus declivus Santschi, 1922
- Camponotus dedalus Forel, 1911
- Camponotus deletangi Santschi, 1920
- Camponotus dentatus (Mayr, 1866)
- Camponotus denticulatus Kirby, 1896
- Camponotus depressiceps Forel, 1879
- Camponotus depressus Mayr, 1866
- Camponotus desantii Santschi, 1915
- Camponotus descarpentriesi Santschi, 1926
- Camponotus desectus (Smith, 1860)
- Camponotus detritus Emery, 1886
- Camponotus devestitus Wheeler, 1928
- Camponotus dewitzii Forel, 1886
- Camponotus dicksoni Arnold, 1948
- Camponotus difformis Stitz, 1938
- Camponotus dimorphus Emery, 1894
- Camponotus diplopunctatus Emery, 1915
- Camponotus discolor (Buckley, 1866)
- Camponotus discors Forel, 1902
- Camponotus distinguendus (Spinola, 1851)
- Camponotus divergens Mayr, 1887
- Camponotus diversipalpus Santschi, 1922
- Camponotus dolabratus Menozzi, 1927
- Camponotus dolendus Forel, 1892
- Camponotus dolichoderoides Forel, 1911
- Camponotus donisthorpei Emery, 1920
- Camponotus dorycus (Smith, 1860)
- Camponotus dracocephalus Stitz, 1938
- Camponotus dromas Santschi, 1919
- Camponotus dromedarius Forel, 1891
- Camponotus druryi Forel, 1886
- Camponotus dufouri Forel, 1891
- Camponotus dumetorum Wheeler, 1910

### E-H
- Camponotus echinoploides Forel, 1891
- Camponotus edmondi Andre, 1887
- Camponotus egregius (Smith, 1858)
- Camponotus elevatus Forel, 1899
- Camponotus ellioti Forel, 1891
- Camponotus elysii Mann, 1919
- Camponotus emarginatus Emery, 1886
- Camponotus emeryodicatus Forel, 1901
- Camponotus empedocles Emery, 1920
- Camponotus ephippiatus Viehmeyer, 1916
- Camponotus ephippium (Smith, 1858)
- Camponotus equus Stitz, 1932
- Camponotus eremicus Wheeler, 1915
- Camponotus erigens Forel, 1894
- Camponotus erinaceus Gerstaecker, 1871
- Camponotus errabundus Arnold, 1949
- Camponotus erythrostoma Emery, 1920
- Camponotus esau Forel, 1915
- Camponotus essigi Smith, 1923
- Camponotus ethicus Forel, 1897
- Camponotus etiolatus Wheeler, 1904
- Camponotus etiolipes Bolton, 1995
- Camponotus eugeniae Forel, 1879
- Camponotus eurynotus Forel, 1907
- Camponotus evae Forel, 1910
- Camponotus evansi Crawley, 1920
- Camponotus excavatus Donisthorpe, 1948
- Camponotus excisus Mayr, 1870
- Camponotus exiguoguttatus Forel, 1886
- Camponotus exsectus Emery, 1900
- Camponotus extensus Mayr, 1876
- Camponotus ezotus Bolton, 1995
- Camponotus fabricator (Smith, 1858)
- Camponotus falco Forel, 1902
- Camponotus fallatus Bolton, 1995
- Camponotus fallax (Nylander, 1856)
- Camponotus fasciatellus Dalla Torre, 1892
- Camponotus fasciatus (Mayr, 1867)
- Camponotus fastigatus Roger, 1863
- Camponotus favorabilis Santschi, 1919
- Camponotus fayfaensis Collingwood, 1985
- Camponotus fedtschenkoi Mayr, 1877
- Camponotus fellah Dalla Torre, 1893 Camponotus fellah
- Camponotus femoratus (Fabricius, 1804)
- Camponotus ferreri Forel, 1913
- Camponotus fervidus Donisthorpe, 1943
- Camponotus festai Emery, 1894
- Camponotus festinatus (Buckley, 1866)
- Camponotus festinus (Smith, 1857)
- Camponotus fiebrigi Forel, 1906
- Camponotus fieldeae Forel, 1902
- Camponotus fieldellus Forel, 1910
- Camponotus figaro Collingwood et Yarrow, 1969
- Camponotus flavescens (Fabricius, 1793)
- Camponotus flavocassis Donisthorpe, 1941
- Camponotus flavocrines Donisthorpe, 1941
- Camponotus flavolimbatus Viehmeyer, 1922
- Camponotus flavomarginatus Mayr, 1862
- Camponotus fletcheri Donisthorpe, 1942
- Camponotus floridanus (Buckley, 1866)
- Camponotus florius Santschi, 1926
- Camponotus foleyi Santschi, 1939
- Camponotus foraminosus Forel, 1879
- Camponotus foreli Emery, 1881
- Camponotus formiciformis Forel, 1885
- Camponotus formosensis Wheeler, 1927
- Camponotus fornasinii Emery, 1895
- Camponotus friedae Forel, 1912
- Camponotus froggatti Forel, 1902
- Camponotus frontalis Pergande, 1896
- Camponotus fryi Mann, 1916
- Camponotus fugax Forel, 1902
- Camponotus fulvopilosus (De Geer, 1778)
- Camponotus fumidus Roger, 1863
- Camponotus furvus Santschi, 1911
- Camponotus fuscipennis Carpenter, 1930
- Camponotus fuscivillosus Xiao et Wang, 1989
- Camponotus fuscocinctus Emery, 1888
- Camponotus gabonensis Santschi, 1926
- Camponotus galla Forel, 1894
- Camponotus gambeyi Emery, 1883
- Camponotus gasseri (Forel, 1894)
- Camponotus geayi Santschi, 1922
- Camponotus genatus Santschi, 1922
- Camponotus gerberti Donisthorpe, 1949
- Camponotus germaini Emery, 1903
- Camponotus gestroi Emery, 1878
- Camponotus gibber Forel, 1891
- Camponotus gibbinotus Forel, 1902
- Camponotus gibbosus Karavaiev, 1929
- Camponotus gigas (Latreille, 1802)
- Camponotus gilviceps Roger, 1863
- Camponotus gilviventris Roger, 1863
- Camponotus glabrisquamis Emery, 1911
- Camponotus godmani Forel, 1899
- Camponotus goeldii Forel, 1894
- Camponotus gombaki Dumpert, 1986
- Camponotus gouldi Forel, 1886
- Camponotus gouldianus Forel, 1922
- Camponotus grandidieri Forel, 1886
- Camponotus greeni Forel, 1911
- Camponotus gretae Forel, 1902
- Camponotus guanchus Santschi, 1908
- Camponotus guayapa Kusnezov, 1952
- Camponotus gundlachi Mann, 1920
- Camponotus guppyi Mann, 1920
- Camponotus guttatus Emery, 1899
- Camponotus habereri Forel, 1911
- Camponotus haematocephalus Emery, 1903
- Camponotus haereticus Santschi, 1914
- Camponotus hagensii Forel, 1886
- Camponotus hannani Forel, 1899
- Camponotus hapi Weber, 1943
- Camponotus hartogi Forel, 1902
- Camponotus hastifer Emery, 1911
- Camponotus havilandi Arnold, 1922
- Camponotus heathi Mann, 1916
- Camponotus hedwigae Forel, 1912
- Camponotus helleri Emery, 1903
- Camponotus hellmichi Menozzi, 1935
- Camponotus helvus Xiao et Wang, 1989
- Camponotus hemichlaena Yasumatsu et Brown, 1951
- Camponotus heracleus (Heer, 1850)
- Camponotus herculeanus (Linnaeus, 1758)
- Camponotus hermanni Emery, 1911
- Camponotus heros Santschi, 1926
- Camponotus heteroclitus Forel, 1895
- Camponotus hildebrandti Forel, 1886
- Camponotus hippocrepis Emery, 1920
- Camponotus hoelldobleri Cagniant, 1991
- Camponotus holosericeus Emery, 1889
- Camponotus holzi Forel, 1921
- Camponotus hoplites Emery, 1914
- Camponotus horni Clark, 1930
- Camponotus horrens Forel, 1910
- Camponotus horripilus Emery, 1900
- Camponotus horseshoetus Datta et Raychaudhuri, 1985
- Camponotus hosei Forel, 1911
- Camponotus hospes (Emery, 1884)
- Camponotus hova Forel, 1891
- Camponotus howensis Wheeler, 1927
- Camponotus humeralis Emery, 1920
- Camponotus humerus Wang et Wu, 1994
- Camponotus hunteri Wheeler, 1910
- Camponotus hyatti Emery, 1893
- Camponotus hypoclineoides Wheeler, 1919

### I-M
- Camponotus icarus Forel, 1912
- Camponotus ignestii Menozzi, 1935
- Camponotus iheringi Forel, 1908
- Camponotus ilgii Forel, 1894
- Camponotus imitator Forel, 1891
- Camponotus immigrans Santschi, 1914
- Camponotus importunus Forel, 1911
- Camponotus impressilabris Stitz, 1938
- Camponotus impressus (Roger, 1863)
- Camponotus improprius (Forel, 1879)
- Camponotus inca Emery, 1903
- Camponotus incensus Wheeler, 1932
- Camponotus inconspicuus Mayr, 1872
- Camponotus indefinitus Karavaiev, 1929
- Camponotus indeflexus (Walker, 1859)
- Camponotus indicatus Santschi, 1922
- Camponotus induratus (Heer, 1850)
- Camponotus inflatus Lubbock, 1880
- Camponotus innexus Forel, 1902
- Camponotus insipidus Forel, 1893
- Camponotus integellus Forel, 1899
- Camponotus interjectus Mayr, 1877
- Camponotus intrepidus (Kirby, 1819)
- Camponotus invidus Forel, 1892
- Camponotus ionius Emery, 1920
- Camponotus iridis Santschi, 1922
- Camponotus irritabilis (Smith, 1857)
- Camponotus irritans (Smith, 1857)
- Camponotus isabellae Forel, 1909
- Camponotus itoi Forel, 1912
- Camponotus jaliensis Dalla Torre, 1893
- Camponotus janeti Forel, 1895
- Camponotus janussus Bolton, 1995
- Camponotus japonicus Mayr, 1866
- Camponotus jeanneli Santschi, 1914
- Camponotus jejuensis Kim et Kim, 1986
- Camponotus jianghuaensis Xiao et Wang, 1989
- Camponotus jizani Collingwood, 1985
- Camponotus johnclarki Taylor, 1992
- Camponotus juliae Emery, 1903
- Camponotus karawaiewi Menozzi, 1926
- Camponotus keiferi Wheeler, 1934
- Camponotus keihitoi Forel, 1913
- Camponotus kelleri Forel, 1886
- Camponotus kersteni Gerstaecker, 1871
- Camponotus kiesenwetteri (Roger, 1859)
- Camponotus kiusiuensis Santschi, 1937
- Camponotus klaesii (Forel, 1886)
- Camponotus klugii Emery, 1895
- Camponotus knysnae Arnold, 1922
- Camponotus kollbrunneri Forel, 1910
- Camponotus kolthoffi Stitz, 1934
- Camponotus kopetdaghensis Dlussky et Zabelin, 1985
- Camponotus korthalsiae Emery, 1887
- Camponotus koseritzi Emery, 1888
- Camponotus kosswigi Donisthorpe, 1950
- Camponotus kraepelini Forel, 1901
- Camponotus kurdistanicus Emery, 1898
- Camponotus kutteri Forel, 1915
- Camponotus kutterianus Baroni Urbani, 1972
- Camponotus laconicus Emery, 1920
- Camponotus laevigatus (Smith, 1858)
- Camponotus lamarckii Forel, 1892
- Camponotus lamborni Donisthorpe, 1933
- Camponotus lameerei Emery, 1898
- Camponotus laminatus Mayr, 1866
- Camponotus lancifer Emery, 1894
- Camponotus landolti Forel, 1879
- Camponotus langi Wheeler, 1922
- Camponotus laotzei Wheeler, 1921
- Camponotus largiceps Wu et Wang, 1989
- Camponotus larvigerus Wheeler et Mann, 1914
- Camponotus lasiselene Wang et Wu, 1994
- Camponotus latangulus Roger, 1863
- Camponotus latebrosus (Walker, 1859)
- Camponotus lateralis (Olivier, 1792)
- Camponotus latrunculus (Wheeler, 1915)
- Camponotus lauensis Mann, 1921
- Camponotus lautus (Say, 1836)
- Camponotus leae Wheeler, 1915
- Camponotus legionarium Santschi, 1911
- Camponotus lenkoi Kempf, 1960
- Camponotus leonardi Emery, 1889
- Camponotus leptocephalus Emery, 1923
- Camponotus lespesii Forel, 1886
- Camponotus lessonai Emery, 1894
- Camponotus leucophaeus (Smith, 1861)
- Camponotus leveillei Emery, 1895
- Camponotus leydigi Forel, 1886
- Camponotus libanicus Andre, 1881
- Camponotus ligeus Donisthorpe, 1931
- Camponotus lighti Wheeler, 1927
- Camponotus ligniperdus (Latreille, 1802)
- Camponotus lignitus (Germar, 1837)
- Camponotus lilianae Forel, 1913
- Camponotus limbiventris Santschi, 1911
- Camponotus lindigi Mayr, 1870
- Camponotus linnaei Forel, 1886
- Camponotus liogaster Santschi, 1932
- Camponotus lividicoxis Viehmeyer, 1925
- Camponotus loa Mann, 1919
- Camponotus longi Forel, 1902
- Camponotus longiceps (Smith, 1863)
- Camponotus longipalpis Santschi, 1926
- Camponotus longipilis Emery, 1911
- Camponotus longiventris Theobald, 1937
- Camponotus lownei Forel, 1895
- Camponotus lubbocki Forel, 1886
- Camponotus lucayanus Wheeler, 1905
- Camponotus luctuosus (Smith, 1858)
- Camponotus luteiventris Emery, 1897
- Camponotus luteus (Smith, 1858)
- Camponotus lutzi Forel, 1905
- Camponotus maafui Mann, 1921
- Camponotus macareaveyi Taylor, 1992
- Camponotus maccooki Forel, 1879
- Camponotus macilentus Smith, 1877
- Camponotus macrocephalus Emery, 1894
- Camponotus macrocephalus (Erichson, 1842)
- Camponotus macrochaeta Emery, 1903
- Camponotus maculatus (Fabricius, 1782)
- Camponotus magister Santschi, 1925
- Camponotus maguassa Wheeler, 1922
- Camponotus manni Wheeler, 1934
- Camponotus massiliensis Schmitz, 1950
- Camponotus massinissa Wheeler, 1922
- Camponotus mathildeae Smith, 1949
- Camponotus maudella Mann, 1921
- Camponotus maxwellensis Forel, 1913
- Camponotus maynei Forel, 1916
- Camponotus mayri Forel, 1879
- Camponotus medeus Emery, 1920
- Camponotus megalonyx Wheeler, 1919
- Camponotus melanocephalus Roger, 1863
- Camponotus melanoticus Emery, 1894
- Camponotus melichloros Kirby, 1888
- Camponotus mendax Forel, 1895
- Camponotus mengei Mayr, 1868
- Camponotus micans (Nylander, 1856)
- Camponotus michaelseni Forel, 1907
- Camponotus microcephalus Carpenter, 1930
- Camponotus micrositus Wheeler, 1937
- Camponotus midas Froggatt, 1896
- Camponotus mina Forel, 1879
- Camponotus minozzii Emery, 1920
- Camponotus minus Wang et Wu, 1994
- Camponotus mirabilis Emery, 1903
- Camponotus mississippiensis Smith, 1923
- Camponotus misturus (Smith, 1857)
- Camponotus mitis (Smith, 1858)
- Camponotus mocquerysi Emery, 1899
- Camponotus mocsaryi Forel, 1902
- Camponotus moderatus Santschi, 1930
- Camponotus modoc Wheeler, 1910
- Camponotus moelleri Forel, 1912
- Camponotus moeschi Forel, 1910
- Camponotus molossus Forel, 1907
- Camponotus monardi Santschi, 1930
- Camponotus montivagus Forel, 1885
- Camponotus morosus (Smith, 1858)
- Camponotus mozabensis Emery, 1899
- Camponotus mucronatus Emery, 1890
- Camponotus mus Roger, 1863
- Camponotus mussolinii Donisthorpe, 1936
- Camponotus mutilatus (Smith, 1859)
- Camponotus myoporus Clark, 1938
- Camponotus mystaceus Emery, 1886

### N-R
- Camponotus nacerdus Norton, 1868
- Camponotus nadimi Tohme, 1969
- Camponotus naegelii Forel, 1879
- Camponotus namacola Prins, 1973
- Camponotus nasicus Forel, 1891
- Camponotus nasutus Emery, 1895
- Camponotus natalensis (Smith, 1858)
- Camponotus navigator Wilson, 1967
- Camponotus nawai Ito, 1914
- Camponotus nearcticus Emery, 1893
- Camponotus nepos Forel, 1912
- Camponotus newzealandicus Donisthorpe, 1940
- Camponotus nicobarensis Mayr, 1865
- Camponotus nigricans Roger, 1863
- Camponotus nigriceps (Smith, 1858)
- Camponotus nigrifrons (Mayr, 1870)
- Camponotus nigroaeneus (Smith, 1858)
- Camponotus nigronitidus Azuma, 1951
- Camponotus nipponensis Santschi, 1937
- Camponotus nipponicus Wheeler, 1928
- Camponotus nirvanae Forel, 1893
- Camponotus nitens Mayr, 1870
- Camponotus niveosetosus Mayr, 1862
- Camponotus normatus Forel, 1899
- Camponotus nossibeensis Andre, 1887
- Camponotus novaeboracensis (Fitch, 1855)
- Camponotus novaehollandiae Mayr, 1870
- Camponotus novogranadensis Mayr, 1870
- Camponotus novotnyi Samsinak, 1967
- Camponotus nutans Mayr, 1867
- Camponotus nylanderi Emery, 1921
- Camponotus nywet Bolton, 1995
- Camponotus oasium Forel, 1890
- Camponotus obesus Piton, 1935
- Camponotus obliquipilosus Emery, 1920
- Camponotus obliquus Smith, 1930
- Camponotus oblongus (Smith, 1858)
- Camponotus obreptivus Forel, 1899
- Camponotus obscuripes Mayr, 1879
- Camponotus obscuriventris Cagniant, 1991
- Camponotus obtritus Emery, 1911
- Camponotus occasus Emery, 1920
- Camponotus oceanicus (Mayr, 1870)
- Camponotus ocreatus Emery, 1893
- Camponotus oculatior Santschi, 1935
- Camponotus odiosus Forel, 1886
- Camponotus oeningensis (Heer, 1850)
- Camponotus oertzeni Forel, 1889
- Camponotus oetkeri Forel, 1910
- Camponotus ogasawarensis Terayama et Satoh, 1990
- Camponotus olivieri Forel, 1886
- Camponotus ominosus Forel, 1911
- Camponotus opaciceps Roger, 1863
- Camponotus orinobates Santschi, 1919
- Camponotus orinus Dumpert, 1995
- Camponotus orites Santschi, 1919
- Camponotus orthocephalus Emery, 1894
- Camponotus orthodoxus Santschi, 1914
- Camponotus ostiarius Forel, 1914
- Camponotus ovaticeps (Spinola, 1851)
- Camponotus overbecki Viehmeyer, 1916
- Camponotus oxleyi Forel, 1902
- Camponotus pachylepis Emery, 1920
- Camponotus pallens (Le Guillou, 1842)
- Camponotus pallescens Mayr, 1887
- Camponotus palpatus Emery, 1897
- Camponotus papago Creighton, 1953
- Camponotus paradoxus Mayr, 1866
- Camponotus parius Emery, 1889
- Camponotus patimae Wheeler, 1942
- Camponotus pavidus (Smith, 1860)
- Camponotus pellarius Wheeler, 1914
- Camponotus pellax Santschi, 1919
- Camponotus penninervis Theobald, 1937
- Camponotus pennsylvanicus (De Geer, 1773)
- Camponotus peperi Forel, 1913
- Camponotus perneser Bolton, 1995
- Camponotus perrisii Forel, 1886
- Camponotus perroti Forel, 1897
- Camponotus personatus Emery, 1894
- Camponotus peseshus Bolton, 1995
- Camponotus petersii Emery, 1895
- Camponotus petrifactus Carpenter, 1930
- Camponotus pexus Santschi, 1929
- Camponotus phragmaticola Donisthorpe, 1943
- Camponotus phytophilus Wheeler, 1934
- Camponotus piceatus Norton, 1868
- Camponotus piceus (Leach, 1825)
- Camponotus picipes (Olivier, 1792)
- Camponotus pictipes Forel, 1891
- Camponotus pictostriatus Karavaiev, 1933
- Camponotus pilicornis (Roger, 1859)
- Camponotus pinguiculus (Heer, 1850)
- Camponotus pinguis (Heer, 1850)
- Camponotus pittieri Forel, 1899
- Camponotus placidus (Smith, 1858)
- Camponotus planatus Roger, 1863
- Camponotus planus Smith, 1877
- Camponotus platypus Roger, 1863
- Camponotus platytarsus Roger, 1863
- Camponotus plutus Santschi, 1922
- Camponotus poecilus Emery, 1893
- Camponotus politae (Wu et Wang, 1994)
- Camponotus polynesicus Emery, 1896
- Camponotus pompeius Forel, 1886
- Camponotus postcornutus Clark, 1930
- Camponotus posticus Santschi, 1926
- Camponotus postoculatus Forel, 1914
- Camponotus pressipes Emery, 1893
- Camponotus propinquellus Emery, 1920
- Camponotus propinquus Mayr, 1887
- Camponotus prosulcatus Santschi, 1935
- Camponotus pseudoirritans Wu et Wang, 1989
- Camponotus pseudolendus Wu et Wang, 1989
- Camponotus puberulus Emery, 1920
- Camponotus pulchellus Forel, 1894
- Camponotus pullatus Mayr, 1866
- Camponotus pulvinatus Mayr, 1904
- Camponotus punctaticeps (Mayr, 1867)
- Camponotus punctatissimus Forel, 1907
- Camponotus punctatus Forel, 1912
- Camponotus punctiventris Emery, 1920
- Camponotus punctulatus Mayr, 1868
- Camponotus puniceps Donisthorpe, 1942
- Camponotus putatus Forel, 1892
- Camponotus pylartes Wheeler, 1904
- Camponotus pylorus Santschi, 1920
- Camponotus quadriceps (Smith, 1859)
- Camponotus quadrimaculatus Forel, 1886
- Camponotus quadrinotatus Forel, 1886
- Camponotus quadrisectus (Smith, 1858)
- Camponotus quercicola Smith, 1954
- Camponotus radiatus Forel, 1892
- Camponotus radovae Forel, 1886
- Camponotus ramulorum Wheeler, 1905
- Camponotus rapax (Fabricius, 1804)
- Camponotus raphaelis Forel, 1899
- Camponotus reaumuri Forel, 1892
- Camponotus rectangularis Emery, 1890
- Camponotus reepeni Forel, 1913
- Camponotus reevei Arnold, 1922
- Camponotus reichardti Arnol'di, 1967
- Camponotus reichenspergeri Santschi, 1926
- Camponotus reinaldi Kempf, 1960
- Camponotus renggeri Emery, 1894
- Camponotus repens Forel, 1897
- Camponotus reticulatus Roger, 1863
- Camponotus rhamses Santschi, 1915
- Camponotus riehlii (Roger, 1863)
- Camponotus robecchii Emery, 1892
- Camponotus robertae Santschi, 1926
- Camponotus robustus Roger, 1863
- Camponotus roeseli Forel, 1910
- Camponotus rothneyi Forel, 1893
- Camponotus rotumanus Wilson et Taylor, 1967
- Camponotus rotundinodis Santschi, 1935
- Camponotus roubaudi Santschi, 1911
- Camponotus rubidus Xiao et Wang, 1989
- Camponotus rubiginosus Mayr, 1876
- Camponotus rubripes (Latreille, 1802)
- Camponotus rubrithorax Forel, 1899
- Camponotus ruficornis Emery, 1895
- Camponotus rufifemur Emery, 1900
- Camponotus rufifrons (Smith, 1860)
- Camponotus rufigaster Menozzi, 1928
- Camponotus rufipes (Fabricius, 1775)
- Camponotus rufoglaucus (Jerdon, 1851)
- Camponotus rufus Crawley, 1925
- Camponotus rusticus Santschi, 1916
- Camponotus ruzskyellus Forel, 1922
- Camponotus ruzskyi Emery, 1898

### S-Z
- Camponotus sacchii Emery, 1899
- Camponotus sachalinensis Forel, 1904
- Camponotus salvini Forel, 1899
- Camponotus samius Forel, 1889
- Camponotus sanctaefidei Dalla Torre, 1892
- Camponotus sanctus Forel, 1904
- Camponotus sanguinifrons Viehmeyer, 1925
- Camponotus sankisianus Forel, 1913
- Camponotus sansabeanus (Buckley, 1866)
- Camponotus santosi Forel, 1908
- Camponotus satan Wheeler, 1919
- Camponotus saundersi Emery, 1889
- Camponotus saussurei Forel, 1879
- Camponotus saussurei Theobald, 1937
- Camponotus saxatilis Ruzsky, 1895
- Camponotus sayi Emery, 1893
- Camponotus scabrinodis Arnold, 1924
- Camponotus scalaris Forel, 1901
- Camponotus schaefferi Wheeler, 1909
- Camponotus schmeltzi Mayr, 1866
- Camponotus schmitzi Staercke, 1933
- Camponotus schneei Mayr, 1903
- Camponotus schoutedeni Forel, 1911
- Camponotus scipio Forel, 1908
- Camponotus scissus Mayr, 1887
- Camponotus scratius Forel, 1907
- Camponotus sculptor Santschi, 1920
- Camponotus sedulus (Smith, 1857)
- Camponotus selene (Emery, 1889)
- Camponotus sellidorsatus Prins, 1973
- Camponotus semicarinatus (Forel, 1895)
- Camponotus semirufus Emery, 1925
- Camponotus semitestaceus Snelling, 1970
- Camponotus semoni Forel, 1905
- Camponotus senex (Smith, 1858)
- Camponotus septentrionalis (Buckley, 1866)
- Camponotus sericatus Mayr, 1887
- Camponotus sericeiventris (Guerin-Meneville, 1838)
- Camponotus sericeus (Fabricius, 1798)
- Camponotus sesquipedalis Roger, 1863
- Camponotus setitibia Forel, 1901
- Camponotus severini Forel, 1909
- Camponotus sexguttatus (Fabricius, 1793)
- Camponotus sexpunctatus Forel, 1894
- Camponotus shanwangensis Hong, 1984
- Camponotus sibreei Forel, 1891
- Camponotus sicheli Mayr, 1866
- Camponotus siemsseni Forel, 1901
- Camponotus sikorai Emery, 1920
- Camponotus silvestrii Emery, 1906
- Camponotus silvicola Forel, 1902
- Camponotus simillimus (Smith, 1862)
- Camponotus simoni Emery, 1893
- Camponotus simulans Forel, 1910
- Camponotus simulator Forel, 1915
- Camponotus simus Emery, 1908
- Camponotus singularis (Smith, 1858)
- Camponotus sklarus Bolton, 1995
- Camponotus smithianus Wheeler, 1919
- Camponotus snellingi Bolton, 1995
- Camponotus socius Roger, 1863
- Camponotus socorroensis Wheeler, 1934
- Camponotus socrates Forel, 1904
- Camponotus solenobius Menozzi, 1926
- Camponotus solon Forel, 1886
- Camponotus somalinus Andre, 1887
- Camponotus sommeri (Forel, 1894)
- Camponotus spanis Xiao et Wang, 1989
- Camponotus spenceri Clark, 1930
- Camponotus sphaericus Roger, 1863
- Camponotus sphenocephalus Emery, 1911
- Camponotus sphenoidalis Mayr, 1870
- Camponotus spinitarsus Emery, 1920
- Camponotus spinolae Roger, 1863
- Camponotus sponsorum Forel, 1910
- Camponotus staryi Pisarski, 1971
- Camponotus storeatus Forel, 1910
- Camponotus striatus (Smith, 1862)
- Camponotus strictus (Jerdon, 1851)
- Camponotus subbarbatus Emery, 1893
- Camponotus subcircularis Emery, 1920
- Camponotus subnitidus Mayr, 1876
- Camponotus substitutus Emery, 1894
- Camponotus subtilis (Smith, 1860)
- Camponotus subtruncatus Borgmeier, 1929
- Camponotus sucki Forel, 1901
- Camponotus suffusus (Smith, 1858)
- Camponotus sylvaticus (Olivier, 1792)
- Camponotus tahatensis Santschi, 1929
- Camponotus taipingensis Forel, 1913
- Camponotus tameri Bolton, 1995
- Camponotus tashcumiri Tarbinsky, 1976
- Camponotus tasmani Forel, 1902
- Camponotus tauricollis Forel, 1894
- Camponotus tejonia (Buckley, 1866)
- Camponotus tenuipes (Smith, 1857)
- Camponotus tenuiscapus Roger, 1863
- Camponotus tepicanus Pergande, 1896
- Camponotus terbimaculatus Emery, 1920
- Camponotus terebrans (Lowne, 1865)
- Camponotus tergestinus Mueller, 1921
- Camponotus terricola Karavaiev, 1929
- Camponotus territus Santschi, 1939
- Camponotus testaceus Emery, 1894
- Camponotus texanus Wheeler, 1903
- Camponotus texens Dumpert, 1986
- Camponotus thales Forel, 1910
- Camponotus thomasseti Forel, 1912
- Camponotus thoracicus (Fabricius, 1804)
- Camponotus thraso Forel, 1893
- Camponotus thysanopus Wheeler, 1937
- Camponotus tichomirovi Ruzsky, 1905
- Camponotus tilhoi Santschi, 1926
- Camponotus timidus (Jerdon, 1851)
- Camponotus tokioensis Ito, 1912
- Camponotus tokunagai Naora, 1933
- Camponotus tonduzi Forel, 1899
- Camponotus tonkinus Santschi, 1925
- Camponotus torrei Aguayo, 1932
- Camponotus tortuganus Emery, 1895
- Camponotus toussainti Wheeler et Mann, 1914
- Camponotus traegaordhi Santschi, 1914
- Camponotus trajanus Forel, 1912
- Camponotus transvaalensis Arnold, 1948
- Camponotus trapeziceps Forel, 1908
- Camponotus trapezoideus Mayr, 1870
- Camponotus trepidulus Creighton, 1965
- Camponotus tricolor (Stitz, 1912)
- Camponotus tricoloratus Clark, 1941
- Camponotus trietericus Menozzi, 1926
- Camponotus trifasciatus Santschi, 1926
- Camponotus tripartitus Mayr, 1887
- Camponotus tristis Clark, 1930
- Camponotus triton Wheeler, 1934
- Camponotus tritschleri Forel, 1912
- Camponotus truebi Forel, 1910
- Camponotus truncatus (Spinola, 1808)
- Camponotus tumidus Crawley, 1922
- Camponotus turkestanicus Emery, 1887
- Camponotus turkestanus Andre, 1882
- Camponotus ulcerosus Wheeler, 1910
- Camponotus ulei Forel, 1904
- Camponotus ullrichi Bachmayer, 1960
- Camponotus ulvarum Forel, 1899
- Camponotus universitatis Forel, 1890
- Camponotus urichi Forel, 1899
- Camponotus ursus Forel, 1886
- Camponotus ustus Forel, 1879
- Camponotus vafer Wheeler, 1910
- Camponotus vagus (Scopoli, 1763)
- Camponotus valdeziae Forel, 1879
- Camponotus varians Roger, 1863
- Camponotus variegatus (Smith, 1858)
- Camponotus varius Donisthorpe, 1943
- Camponotus varus Forel, 1910
- Camponotus vehemens Foerster, 1891
- Camponotus velox (Jerdon, 1851)
- Camponotus versicolor Clark, 1930
- Camponotus vespertinus Arnold, 1960
- Camponotus vestitus (Smith, 1858)
- Camponotus vetus Scudder, 1877
- Camponotus vezenyii Forel, 1907
- Camponotus vicinus Mayr, 1870
- Camponotus victoriae Arnold, 1959
- Camponotus viehmeyeri Forel, 1911
- Camponotus vigilans (Smith, 1858)
- Camponotus villosus Crawley, 1915
- Camponotus vinosus (Smith, 1858)
- Camponotus viri Santschi, 1915
- Camponotus virulens Santschi, 1861
- Camponotus vitiensis Mann, 1921
- Camponotus vitreus (Smith, 1860)
- Camponotus vittatus Forel, 1904
- Camponotus vividus (Smith, 1858)
- Camponotus voeltzkowii Forel, 1894
- Camponotus vogti Forel, 1906
- Camponotus vulpus Santschi, 1926
- Camponotus walkeri Forel, 1893
- Camponotus wasmanni Emery, 1893
- Camponotus wedda Forel, 1908
- Camponotus weismanni Forel, 1901
- Camponotus wellmani Forel, 1909
- Camponotus werthi Forel, 1908
- Camponotus westermanni Mayr, 1862
- Camponotus wheeleri Mann, 1916
- Camponotus whitei Wheeler, 1915
- Camponotus wiederkehri Forel, 1894
- Camponotus wildae Donisthorpe, 1948
- Camponotus wroughtonii Forel, 1893
- Camponotus wytsmani Emery, 1920
- Camponotus xanthogaster Santschi, 1925
- Camponotus yala Kusnezov, 1952
- Camponotus yamaokai Terayama et Satoh, 1990
- Camponotus yessensis Yasumatsu et Brown, 1951
- Camponotus yiningensis Wang et Wu, 1994
- Camponotus yogi Wheeler, 1915
- Camponotus zenon Forel, 1912
- Camponotus zimmermanni Forel, 1894
- Camponotus zoc Forel, 1879